# فاريناز كوشنفر
فاريناز كوشنفر هي عالمة حاسوب أمريكية من أصل إيراني تُعنى أبحاثها بالأنظمة المضمنة، والشبكات المخصصة، وأمن الحاسوب. وهي أستاذة وباحثة في قسم الهندسة الكهربائية والحاسوبية بجامعة كاليفورنيا سان دييغو.

## التعليم والمهنة
حصلت كوشنفر على درجة البكالوريوس في الهندسة الكهربائية من جامعة شريف للتقنية في إيران (بكالوريوس هندسة كهربائية 1998)، ودرجة الماجستير في الهندسة الكهربائية وعلوم الكمبيوتر من جامعة كاليفورنيا في لوس أنجلوس في عام 2000، ودرجة الماجستير الثانية في الإحصاء والدكتوراه في الهندسة الكهربائية وعلوم الكمبيوتر من جامعة كاليفورنيا في بيركلي في عام 2005 م، مع أطروحتها ضمان سلامة البيانات في أنظمة الشبكات القائمة على المستشعرات والتي أشرف عليها بشكل مشترك ألبرتو سانجيوفاني فينسينتيلي وميودراج بوتكونياك.
بعد أبحاث ما بعد الدكتوراه في جامعة إلينوي في أوربانا-شامبين، انضمت إلى هيئة التدريس بجامعة رايس في عام 2006. وانتقلت إلى منصبها الحالي في سان دييغو في عام 2015 م.

## الاعتراق
في عام 2008، أُدرجت كوشنفر في قائمة "35 مبتكرًا تحت 35 عامًا" لمجلة إم آي تي للتقنية عن عملها باستخدام التباين العشوائي في الدوائر المتكاملة كبصمة جهاز تسمح للمصنعين بالتحقق من صحة الأجهزة. وقد مُنحت ورقتها البحثية "Lightweight Secure PUFs" لعام 2008 جائزة أفضل ورقة بحثية بأثر رجعي لمدة عشر سنوات في عام 2017 في المؤتمر الدولي للتصميم بمساعدة الحاسوب.
رُشحَت لجائزة الرئيس للعلماء والمهندسين في بداية مسيرتهم المهنية في عام 2010 م ولزمالة آي تربل إي في عام 2019 م، "لمساهماتها في أمن الأجهزة والأنظمة المضمنة والحوسبة التي تحافظ على الخصوصية". رُشحَت لفئة 2022 من زملاء جمعية الآلات البرمجية، "لمساهماتها في تأمين الحوسبة والتعلم الآلي الذي يحافظ على الخصوصية". وفي عام 2024، اُنتخبَن كوشنفر لتصبح زميلة في الأكاديمية الوطنية للمخترعين (NAI)، وهو "أعلى وسام مهني يُمنح فقط للمخترعين الأكاديميين".

## منشورات مختارة
- Meguerdichian، Seapahn؛ Koushanfar، Farinaz؛ Qu، Gang؛ Potkonjak، Miodrag (16 يوليو 2001). "Exposure in wireless Ad-Hoc sensor networks". Proceedings of the 7th annual international conference on Mobile computing and networking. MobiCom '01. New York, NY, USA: Association for Computing Machinery. ص. 139–150. DOI:10.1145/381677.381691. ISBN:978-1-58113-422-3. S2CID:1930412.
- Koushanfar، F.؛ Potkonjak، M.؛ Sangiovanni-Vincentell، A. (2002). "Fault tolerance techniques for wireless ad hoc sensor networks". Proceedings of IEEE Sensors. ج. 2. ص. 1491–1496. DOI:10.1109/ICSENS.2002.1037343. ISBN:0-7803-7454-1. S2CID:1437073.
- Majzoobi، Mehrdad؛ Koushanfar، Farinaz؛ Potkonjak، Miodrag (2008). "Lightweight secure PUFs". 2008 IEEE/ACM International Conference on Computer-Aided Design. ص. 670–673. DOI:10.1109/ICCAD.2008.4681648. ISBN:978-1-4244-2819-9. S2CID:12674609.
- Tehranipoor، Mohammad؛ Koushanfar، Farinaz (2010). "A Survey of Hardware Trojan Taxonomy and Detection". IEEE Design & Test of Computers. ج. 27 ع. 1: 10–25. DOI:10.1109/MDT.2010.7. ISSN:1558-1918. S2CID:206459491.

## روابط خارجية
- الصفحة الرئيسة
- فاريناز كوشنفر منشورات مفهرسة من قبل جوجل سكولار   مُفهرسة بواسطة